# Tredje lagutskottet
Tredje lagutskottet (förkortat 3 LU) var ett riksdagsutskott under tvåkammarriksdagen 1949-1970. På tredje lagutskottets ansvarsområde låg lagstiftningen inom jordbruket. Utskottet ersattes i enkammarriksdagen av jordbruksutskottet.

## Ordförande
- Åke Holmbäck (1950–1952)
- Hugo Osvald (1953–1962)
- Erik Alexanderson (1963–1968)
- Erik Grebäck  (1969–1970)

## Sekreterare
- Gudmund Ernulf (1954–1955)
- Ingvar Gullnäs (1960–1961)
- Böret Palm (1961–1962)
- Henry Montgomery (1962–1962)